# Mustapha Najjari
Mustapha Najjari (arab. ‏مصطفى نجاري‎; ur. w 1951 w Casablance) – marokański kolarz szosowy, uczestnik letnich igrzysk olimpijskich.
Najjari reprezentował Maroko na letnich igrzyskach olimpijskich podczas igrzysk 1984 w Los Angeles. Wystartował w wyścigu indywidualnym ze startu wspólnego, który ukończył na 54. miejscu.
Zdobył brązowy medal w wyścigu ze startu wspólnego na igrzyskach śródziemnomorskich w 1979 w Splicie.